# Зразковий меморіальний музей академіка М. А. Павловського
Зразковий меморіальний музей академіка М. А. Павловського — освітньо-культурний заклад у с. Ружична Хмельницької обл. Відкритий 1 вересня 2004 р.

## Історія

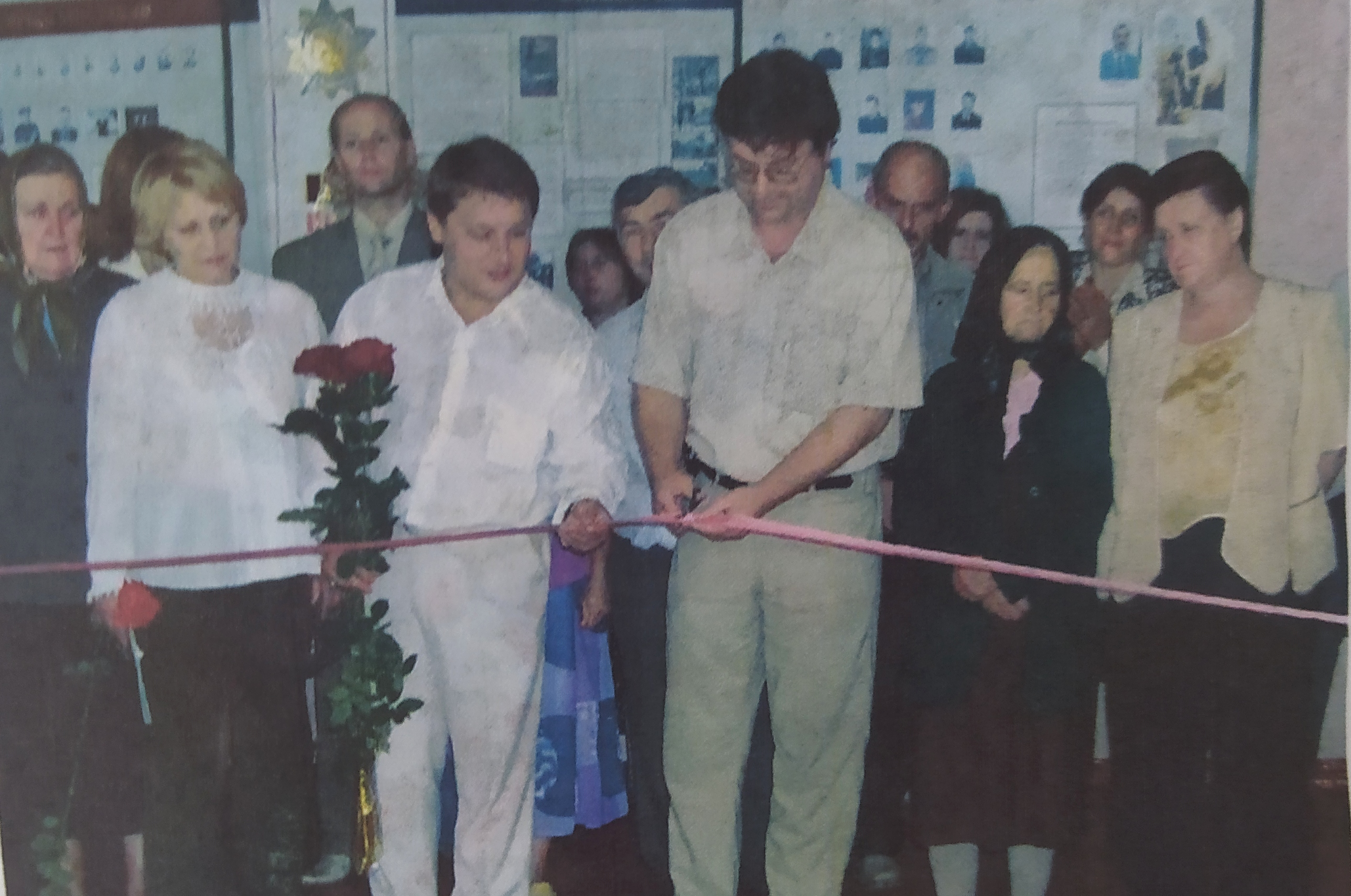
Відкриття музею

Михайло  Павловський відомий як фундатор української школи гіроскопістів, видатний учений у галузі механіки,  в історії України він залишив слід як видатний політичний та громадський діяч.
Меморіальний музей академіка М. А. Павловського при Хмельницькій спеціалізованій загальноосвітній школі № 19 I—III ст. відкрито 1 вересня 2004 р. за сприяння Хмельницької міської ради та сім'ї Михайла Антоновича Павловського.
При музеї створено раду, яка складається з кращих учнів школи, активістів-краєзнавців. Рада працює за розробленим планом, в якому намічені основні напрямки пошукової та дослідницької роботи.
З членів активу музею за допомогою методистів Хмельницького Палацу творчості дітей та юнацтва створено фольклорний гурт «Кудряночка», який неодноразово брав участь у фольклорних фестивалях, виступав на оглядах художньої самодіяльності, у Дні пам'яті Михайла Павловського в школі.
Велику матеріальну допомогу музею надає сім'я Павловських.

### Експозиція
У музеї  експонуються стенди: «Біографія», «Юнацькі роки. Студенство», «Наукова робота», «Робота у Верховній Раді», «Громадська та політична діяльність» академіка Михайла Антоновича Павловського. Зібрано ксерокопії документів, які відображають наукову діяльність академіка. Представлені книги «Михайло Павловський. Людина. Вчений. Політик» — посмертне видання спогадів про Павловського його рідних, земляків, колег, однодумців. Є тут і остання книга, видана за життя автора, — «Живу тобою, Україно».
Найціннішим експонатом є випускна робота Михайла Подлюка від 6 червня 1958 року (геометрія з тригонометрією) з рецензією Григорія Петровича Чумака.

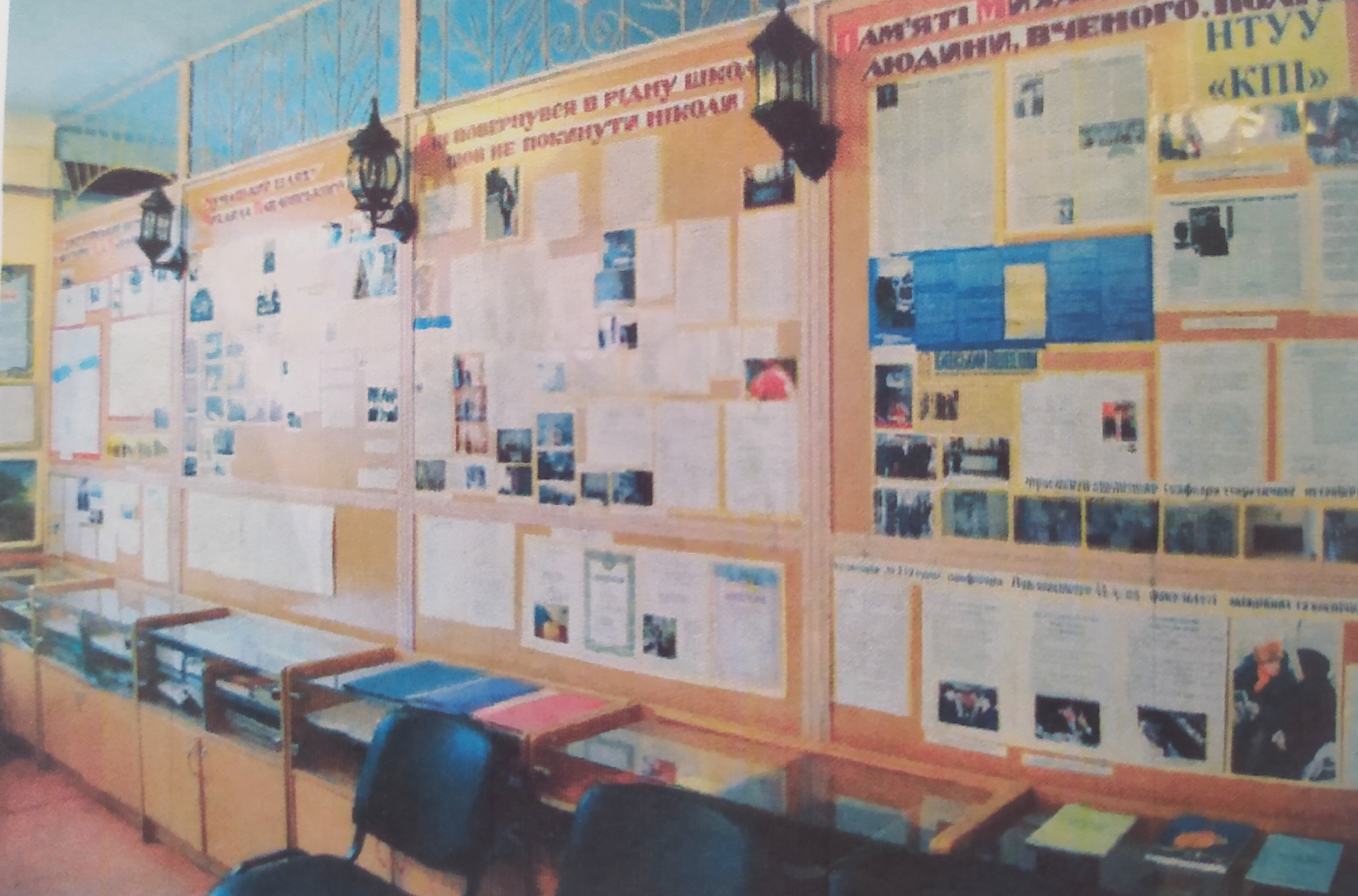
Експозиція експонатів М. Павловського

Для того аби поповнити музей експонатами завідувачка Ганна Кухтюк відвідала столицю; побувала в сім'ї Павловських та в Національному технічному університеті України «Київський політехнічний інститут імені Ігоря Сікорського» на факультеті авіаційних та космічних систем.
В результаті музей було поповнено рукописами, публікаціями в періодиці. Особисті речі академіка Павловського (краватка, окуляри, ідентифікаційний код, партійний квиток, портмоне, візитки, телефонні картки) були передані  родиною Павловських.

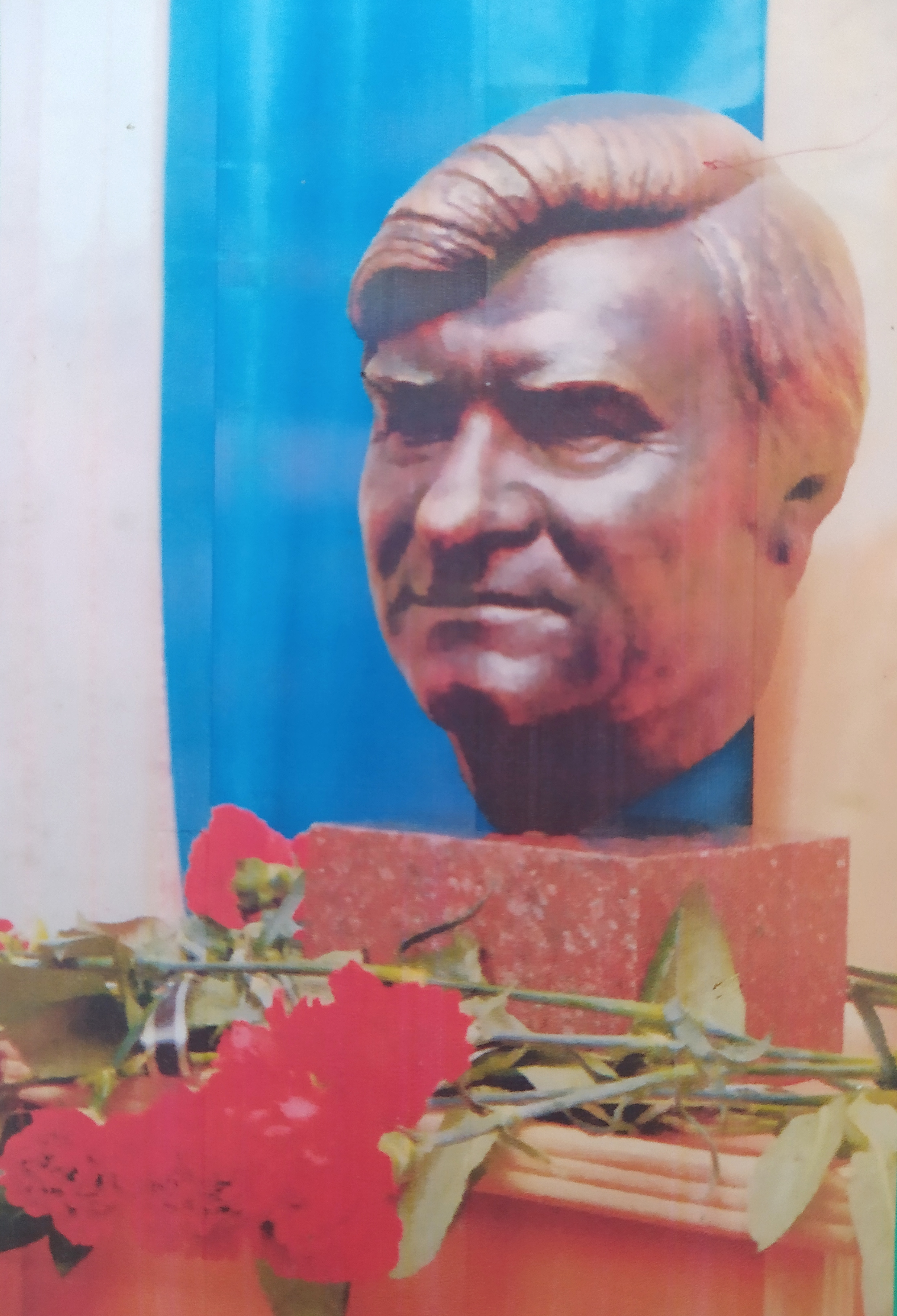
Бюст академіку М. Павловському

Невдовзі меморіальний музей перетворився в центр краєзнавчої роботи як в школі, так і в мікрорайоні Ружична. За пропозицією сім'ї Павловських тут зібрано цікавий матеріал не тільки про Михайла Павловського, а й про людей Ружични, які знали Михайла Антоновича, навчалися разом з ним у школі, вчили його. Це і короткі відомості про улюбленого вчителя Михайла Павловського — Чумака Григорія Петровича, і спогади колишнього в'язня Дахау — Шведа Івана Арсентійовича.
Цінним музейним експонатом є книга «Короткі відомості про Хмельницьку область, місто Хмельницький, Ружичну та Ружичанську середню школу», написана колишньою вчителькою Ружичнянської середньої школи — Пивовар Л. В.
З музеєм співпрацює ціла група активістів, які сприяють збагаченню його фондів, допомагають в оформленні.
В березні 2009 р. за домовленістю з сім'єю Павловських до Дня пам'яті видатного земляка в музеї було встановлено б'юст Михайла Павловського.
В лютому 2011 р. музей відвідали представники християнської місії «Допомога», що співпрацює з норвезьким фондом «Ukrainchelpen».
Згодом виникла необхідність дослідити ружичнянський період в біографії Михайла Павловського, так як матеріалів про його наукову та державну діяльність зібрано в музеї достатньо, а ось роки навчання в школі, коло спілкування, подальший зв'язок зі школою та земляками були маловідомі. «Ружичнянський період в біографії Михайла Павловського — людини, вченого, політика» — так названа дослідницька робота учениці Гули Ірини, яка виборола III місце на обласному етапі Всеукраїнського конкурсу-захисту науково-дослідницьких робіт учнів-членів Малої академії наук України у секції історичного краєзнавства
Невдовзі серед експонатів музею з'явився фільм про Михайла Антоновича, знятий за його життя В. Мойсеєнком та С. Іванович (Хмельницька ОДТРК), та відеосюжети про його діяльність як народного депутата України (1999—2004 рр.). Завдяки спонсорській допомозі сім'ї Павловських, музей отримав нове окреме приміщення (раніше музей знапходився в класній кімнаті, де навчалися діти), його оснащено технічними засобами (комп'ютер, телевізор та відео.).

#### Публікації в пресі
Про музей та його роботу знають не тільки в Ружичні, але й в місті та області. Свідченням цього є публікації в пресі:
- «Він прийшов у світ, щоб стати зіркою, світло якої вічне» — Проскурів. — 2012. — № 49-50.
- «Не згасає свча памяті про Михайла Павловського у рідній Ружичній та нашому краї». — Проскурів. — 2009. — № 21-22.
- Музей державотворця і романтика. — Подільські вісті. — 2009. — № 36.
- Академік-політик Михайло Павловський: назавжди у памяті подолдян. — Проскурів. — 2012. — № 12.
- Хмельничани вшанували память земляка, академіка Павловського. — Телеграф. — 2012. — № 12.

1 березня 2005 року в СЗОШ № 19 було встановлено меморіальну дошку, на якій викарбовано: "У цій школі з 1948 до 1958 року навчався видатний політичний діяч, академік, народний депутат України Михайло Антонович Павловський"
16 березня 2012 р. в меморіальному музеї М. А. Павловського урочисто відзначалося 70-річчя видатного вченого, політика, земляка, де були присутні рідні Михайла Павловського,  колеги, соратники та земляки. До ювілею у Хмельницькій СЗОШ № 19 I—III ступенів імені академіка М. Павловського було видано збірку «Чумацький шлях Михайла Павловського», в якій зібрані вірші різних за віком та життєвим досвідом людей: від 12-річного п'ятикласника до 90-річного дідуся.

### Коротка довідка
- 2004 р. — відкрито меморіальний музей академіка М. А. Павловського;
- 2005 р. - школі присвоєно його імя, відкрита меморіальна дошка М. А. Павловському;
- 2006 р. — управлінням освіти та науки Хмельницької обласної державної адміністрації видано свідоцтво про реєстрацію меморіального музею академіка М. А. Павловського.
- 2008 р. — відзначено 50-річчя закінчення Михайлом Павловським школи;
- 2009 р. — в музеї встановлено бюст М. А. Павловського;
- 2011 р. — музею присвоєно звання "Зразковий музеЙ;
- 2014 р. — відзначено 10-річчя заснування музею.